# Parc Falgi
Le parc Falgi (estonien : Falgi park) ou parc pour enfants (estonien : Lastepark) est un parc du quartier Kassisaba de Kesklinn à Tallinn en Estonie,,.

## Présentation
Le parc est situé entre Amandus Adamsoni tänav et Toompuiestee.
Le centre du parc Falgi était autrefois un étang qui appartenait à un pêcheur qui y vivait.
L'échevin de la guilde de la cathédrale (Toom Guild) et le philanthrope Hans Heinrich Falck ont acquis une parcelle de terre sablonneuse avec l’étang marécageux de Värvali dans les années 1850 et ont commencé à créer un parc en 1857.
L'étang a été comblé et la zone a été clôturée, des arbres et des buissons ont été plantés et des sentiers pédestres ont été aménagés. Un restaurant-pavillon de musique néo‑gothique est érigé à l'extrémité du parc.
Hans Heinrich a fait don du parc à la guilde de Toompea en 1868 à la condition qu'il soit ouvert au public et entretenu.
À partir de 1860, il y avait plusieurs installations de loisir dans le parc.
Après la mort de Falck, la Guilde a loué le parc  à la Société des artisans allemands.
De 1882 à 1887, le parc a été loué l'été à l’association estonienne Lootus, qui y organisait des fêtes estivales.
Le parc accueillait principalement les clients du restaurant, des concerts avaient lieu et un cirque itinérant s'y arrêtait de temps en temps.
En 1887, le parc a accueilli un festival de chant des chœurs du comté de Harju auquel ont participé 13 chœurs et les orchestres de Saku et Kuusalu.
En 1926, après la liquidation de la guilde de Toompea, le parc a été donné à la municipalité de Tallinn.
Un grand vélodrome en bois a été situé à proximité du parc actuel pendant un certain temps. Pendant la Seconde Guerre mondiale, le parc a été bombardé. En 1957, il a été réaménagé en jardin de forme libre selon la conception d'Aleksander Niine et renommé pour devenir Lastepark.
La superficie du parc a été quelque peu réduite lorsque, dans les années 1990, l'ambassade du Royaume-Uni a emménagé dans un bâtiment situé a l’emplacement de l'ancien restaurant et a restreint la superficie du parc conformément aux exigences de sécurité.
En 2008, les chemins et l’enceinte du parc ont été réparés et une fontaine nommée "Cercle d'eau courante" a été construite.
La fontaine se compose d'une dalle de granit circulaire entourée d'un cercle de cubes de granit.
L'eau s'écoule dans un canal d'environ 10 mètres de long creusé dans le granit, puis descend et revient à travers une ouverture rectangulaire.

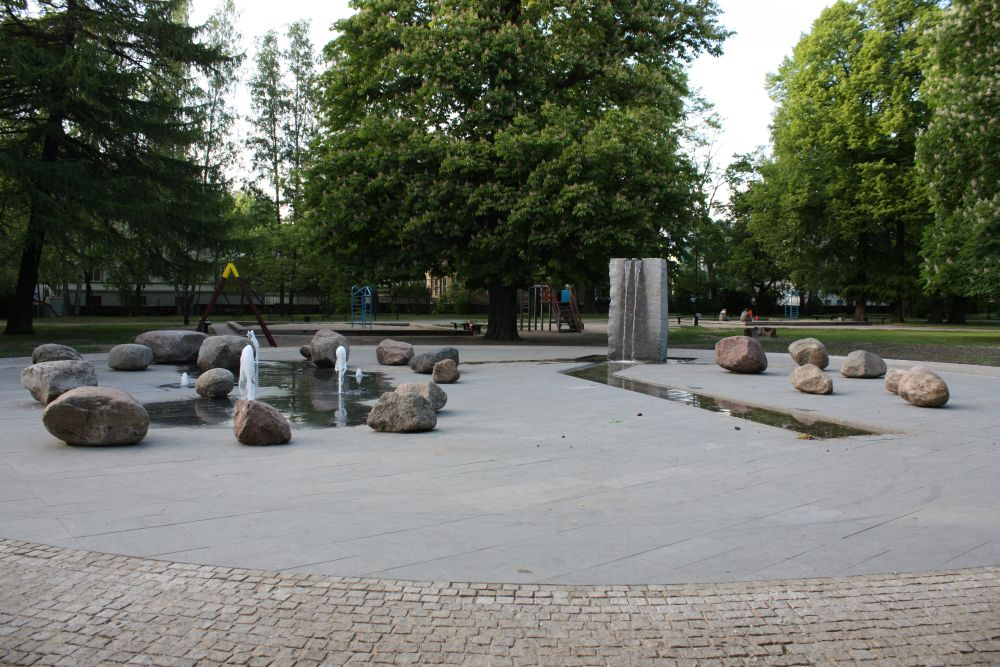
Vue du parc.